# Конде сир Ноаро
Конде сир Ноаро (фр. Condé-sur-Noireau) насеље је и општина у северној Француској у региону Доња Нормандија, у департману Калвадос која припада префектури Вир.
По подацима из 2011. године у општини је живело 5315 становника, а густина насељености је износила 424,18 становника/km². Општина се простире на површини од 12,53 km². Налази се на средњој надморској висини од 84 метара (максималној 173 m, а минималној 72 m).

## Демографија
| 1962. | 1968. | 1975. | 1982. | 1990. | 1999. | 2011. |
| ----- | ----- | ----- | ----- | ----- | ----- | ----- |
| 6.254 | 6.589 | 7.287 | 7.098 | 6.309 | 5.820 | 5.315 |

График промене броја становника у току последњих година